# Ужгородская агломерация
У́жгородская агломера́ция (укр. Ужгородська агломерація) или Ужгородско-Мукачевская конурбация (укр. Ужгородсько-Мукачівська конурбація) — городская агломерация в Закарпатской области Украины с центрами в городах Ужгород и Мукачево. Расположена в предгорье Украинских Карпат.

## Краткое описание
Расположена в Закарпатской области Украины. Важный краевой, торговый, культурный, туристический и транспортный центр. Агломерацию обслуживает Ужгородский международный аэропорт.

## Состав агломерации
Включает в себя:
- города: Ужгород, Мукачево, Перечин, Свалява.
- районы: Ужгородский район, Мукачевский район.

## Основные статистические данные
По статистическим данным (2001):
- Численность населения — 468,8 тыс. чел.
- Площадь — 3237 км².
- Плотность населения — 144,8 человек/км².